# Glinno (rejon smorgoński)
Glinno (biał. Глінна; ros. Глинно) − wieś na Białorusi, w obwodzie grodzieńskim, w rejonie smorgońskim, w sielsowiecie Korzenie.

## Historia
W czasach zaborów wieś w gminie Krewo, w powiecie oszmiańskim, w guberni wileńskiej Imperium Rosyjskiego. W 1866 roku liczyła 14 domów i 123 mieszkańców. W 1905 roku wieś liczyła 124 mieszkańców, 147 dziesięcin.
W latach 1921–1945 wieś, folwark i okolica szlachecka leżała w Polsce, w województwie wileńskim, w powiecie oszmiańskim, w gminie Krewo.
W 1931:
- wieś w 30 domach zamieszkiwały 172 osoby[3].
- folwark w 1 domu zamieszkiwały 4 osoby[3].
- okolicę w 3 domach zamieszkiwało 17 osób[3].

Wierni należeli do parafii rzymskokatolickiej i prawosławnej w Krewie. Miejscowość podlegała pod Sąd Grodzki w Smorgoniach i Okręgowy w Wilnie; właściwy urząd pocztowy mieścił się w Krewie.
Po II wojnie światowej w granicach Związku Sowieckiego. Od 1991 w niepodległej Białorusi.